# Xã Jefferson, Quận Tuscarawas, Ohio
Xã Jefferson (tiếng Anh: Jefferson Township) là một xã thuộc quận Tuscarawas, tiểu bang Ohio, Hoa Kỳ. Năm 2010, dân số của xã này là 970 người.